# Liparis purpureovittata
Liparis purpureovittata är en orkidéart som beskrevs av Tsutsumi, T.Yukawa och Masahiro Kato. Liparis purpureovittata ingår i släktet gulyxnen, och familjen orkidéer. Inga underarter finns listade i Catalogue of Life.